# 共和国国歌
《共和国国歌》（意大利语：Inno Nazionale della Repubblica）是圣马力诺的国歌，曲调由意大利小提琴家、作曲家费德里克·孔索罗应圣马力诺政府的请求完成，改编自他在佛罗伦萨美第奇·洛伦佐图书馆里的一本祈祷书里找到的一首10世纪的赞美诗，于1894年9月11日被大议会选为国歌，取代旧国歌《为兄弟之爱欢呼》，并于同月30日首演于共和宫的落成典礼上。现在在国家和宗教节日中由军乐队演奏。
这首国歌是极个别没有官方歌词的国歌之一。意大利诗人焦苏埃·卡尔杜奇填了以下歌词，但政府没有采纳。因此，《共和國國歌》成為目前僅存「有曲無詞」的四首國歌之一，另外三首分別為波赫的《波士尼亞與赫塞哥維納國歌》、科索沃的《歐洲》與西班牙的《皇家進行曲》。